# Народна библиотека „Детко Петров“ (Цариброд)
Народна библиотека „Детко Петров“ е библиотеката в град Цариброд (Димитровград), Сърбия.
Официални източници посочват като година на създаването ѝ 1898 година, но според някои сведения библиотеката е съществувала и преди това.
В периода след Втората световна война Ббиблиотеката и нейният филиал са работили като част от културния център, до 1996 г., най-накрая става независима. Новата Национална библиотека на Димитровград се намира в сградата на основното училище в квартала на града, известен като „Камик“.

## История
Нуждата от култура и пробуденото съзнание на местните хора води до появата на печатна преса в Цариброд веднага след освобождението на тези земи от Османската империя. След 1889 година се появяват списанието „Домашен учител“, седмичникът „Цариброд“ (1901), седмичникът „Нишава“ (1909) и хумористичното и сатирично списание „Хлопатар“ (1919).
През 1919 г. жителите на Цариброд преместват читалището с библиотеката в село Драгоман, но след 6 ноември 1920 г., когато Цариброд официално влиза в териториалния състав на Сърбия, целият фонд от учебници на читалището бива прехвърлен в София, където е създадено Царибродското бежанско училище.
В периода между двете световни войни в града е имало читалня в югославския младежки клуб. Културният живот в Цариброд тези години е бил свързан с работата на различните културни общности и други сдружения. След Втората световна война, библиотеката в продължение на години работи като част от културния център, до 1996 г., се отделя като самостоятелна институция и с решение на Общинския съвет на Димитровград е преименувана на Народна библиотека „Детко Петров“. Като независима институция библиотеката разширява своите интереси и към основната си дейност започва да развива и други дейности. Обособена е местна музейна сбирка и през 1996 г. стартира публикационна дейност. Публикуват се предимно на местни автори, пишещи както на сръбски, така и на български.
От 2000 година в библиотеката се организират поетични семинари за и със деца, както и множество литературни програми и срещи на местни автори и срещи на научна тематика. Работи се по установяването на връзки със сродни институции в Република България, програми, насочени към насърчаването и запазването на българския език и култура, запознаването на местната общност с тенденциите на съвременната българска литература, и изграждането на мост между сръбската и българската култура.

## Музейна колекция
В една от залите на библиотеката е обособена музейна етнографска колекция, представяща традиционни носии за региона, накити като пафти и гривни, предмети и инструменти от бита.

## Галерия
- Експонати в музейната колекция на библиотеката